# Nazionalismo musicale
Il nazionalismo musicale si riferisce all'uso di idee o motivi musicali che si identificano con uno specifico paese, regione o etnia, canzoni popolari, melodie, ritmi e armonie ispirati ad essi.

## Storia
Come movimento musicale, il nazionalismo emerse all'inizio del XIX secolo in connessione con i movimenti di indipendenza politica ed era caratterizzato dall'enfasi sugli elementi musicali nazionali come l'uso di canzoni popolari, danze e ritmi popolari o sull'adozione di soggetti nazionalisti per opere, poemi sinfonici o altre forme di musica. Quando si formarono nuove nazioni in Europa, il nazionalismo nella musica fu una reazione contro il dominio della tradizione classica europea corrente, quando i compositori iniziarono a separarsi dagli standard stabiliti da tradizionalisti italiani, francesi e soprattutto tedeschi.
Considerazioni più precise sul punto di origine sono una materia di qualche controversia. Un punto di vista sostiene che sia iniziato con la guerra di liberazione contro Napoleone, portando ad un'atmosfera ricettiva in Germania per l'opera di Weber Il franco cacciatore (1821) e, più tardi, ai drammi epici di Richard Wagner basati sulla mitologia norrena, germanica e sui poemi cavallereschi. Nello stesso periodo la lotta polacca per la libertà dalla Russia zarista produsse uno spirito nazionalista nelle opere per pianoforte e nelle composizioni orchestrali come la Fantasia su arie polacche di Fryderyk Chopin e, poco dopo l'aspirazione dell'Italia all'indipendenza dall'Austria risuonò in molte delle opere di Giuseppe Verdi. I paesi o le regioni più comunemente legate al nazionalismo musicale comprendono Russia, Repubblica Ceca, Polonia, Romania, Ungheria, Scandinavia, Spagna, Regno Unito, America Latina e Stati Uniti.

## Polonia

### Jan Stefani (1746–1829)
Jan Stefani compose il Singspiel Cud mniemany, czyli Krakowiacy i górali (Il supposto miracolo, o I Cracoviani e gli Highlanders), che debuttò nel 1794 e contiene krakowiaks, polacche e mazurche che furono adottati dal pubblico come se fossero musica popolare polacca al risveglio del 1816 con la nuova musica di Karol Kurpiński. I testi suggestivi di molte delle canzoni non potevano essere interpretati dal pubblico polacco sull'orlo dello scoppio della rivolta di Kościuszko come qualcosa di diverso da un appello per la rivoluzione, l'unità nazionale e l'indipendenza. In questo senso, nonostante la sua oscurità oggi, Stefani deve essere considerato un precursore e fondatore del nazionalismo musicale ottocentesco.

### Fryderyk Chopin (1810–1849)
Fryderyk Chopin fu uno dei primi compositori a utilizzare elementi nazionalistici nelle sue composizioni. Joseph Machlis afferma: "La lotta polacca per la libertà dal dominio zarista destò il poeta nazionale in Polonia... Esempi di nazionalismo musicale abbondano nella produzione dell'era romantica, l'idioma popolare è prominente nelle Mazurkas di Chopin". Le sue mazurche e le sue polacche sono particolarmente importanti per il loro uso dei ritmi nazionalistici. Inoltre, "Durante la seconda guerra mondiale i nazisti proibirono di suonare... le polacche di Chopin a Varsavia a causa del potente simbolismo che risiedeva in queste opere".

### Stanisław Moniuszko (1819–1872)
Stanisław Moniuszko è stato associato soprattutto al concetto di stile nazionale nell'opera. L'opera e la musica di Moniuszko nel suo insieme sono rappresentative del romanticismo del XIX secolo, dato l'ampio uso del compositore di arie, recitativi ed ensemble che caratterizzano fortemente le sue opere. La fonte delle melodie e degli schemi ritmici di Moniuszko si trova spesso nel folclore musicale polacco. Uno degli aspetti più visibilmente "polacchi" della sua musica è nelle forme che usa, comprese le danze delle classi agiate come la polacca e la mazurca e le musiche e le danze del popolo come la kujawiak e la krakowiak.

### Henryk Wieniawski (1835–1880)
Henryk Wieniawski era un altro importante compositore che utilizzava melodie popolari polacche. Ha scritto diverse mazurche per violino solista e accompagnamento al pianoforte, una delle quali è la popolare Obertass in Sol maggiore.

## Russia

### Michail Glinka (1804–1857)
Michail Glinka morì nel 1857, due anni dopo lo zar Nicola I. Erano anni di profonda crisi politica, sociale ed economica. In campo musicale la Russia era completamente succube dell'occidente; non esistevano neanche scuole pubbliche di musica.
Con Glinka, attraverso l'uso del canto popolare, il romanticismo fece il suo ingresso nella musica colta russa. Un romanticismo con una forte impronta nazionalista che aveva preso le mosse dalla reazione all'invasione napoleonica. Una conseguenza importante, sul piano musicale, fu la nuova attenzione riservata al folklore.
L'influsso di Glinka tuttavia si esercitò più profondamente nel campo della musica che in quello della politica. Pur muovendo dal teatro musicale italiano di stampo rossiniano, Glinka seppe far scorrere entro quelle forme d'importazione un lirismo assolutamente russo.
Diretto erede dell'esperienza glinkiana, fu Milij Balakirev, fondatore del Gruppo dei Cinque.

### Gruppo dei Cinque
Il gruppo dei Cinque erano cinque compositori classici non professionisti (alcuni avevano intrapreso ad esempio la carriera militare) capeggiati da Milij Balakirev che, a partire dal 1860 circa, diedero origine a San Pietroburgo a un filone musicale tipicamente russo, sganciato quanto più possibile dalla tradizione musicale dell'Occidente europeo e quindi dalle sue convenzioni accademiche: potrebbero essere definiti come una derivazione del nazionalismo romantico in Russia, mentre la colonia di Abramcevo e il revival russo cercavano di raggiungere obiettivi simili nelle belle arti.
Oltre a Balakirev e a César Cui, dal cui incontro il gruppo ebbe origine, ne facevano parte Modest Petrovič Musorgskij (aggiuntosi nel 1857), Nikolaj Rimskij-Korsakov (1861) e Aleksandr Borodin (1862).

## Repubblica Ceca

### Bedřich Smetana (1824–1884)
Bedřich Smetana aprì la strada allo sviluppo di uno stile musicale che fu identificato molto vicino alle aspirazioni del suo paese a diventare uno stato indipendente. È largamente considerato nella sua patria come il padre della musica ceca. È meglio conosciuto per il ciclo sinfonico Má vlast ("La mia patria"), che ritrae la storia, le leggende e il paesaggio della sua terra natale.

### Antonín Dvořák (1841–1904)
Dopo Bedřich Smetana, Antonín Dvořák fu il secondo compositore ceco a ottenere un riconoscimento mondiale. Seguendo l'esempio nazionalista di Smetana, Dvořák ha spesso utilizzato aspetti, in particolare i ritmi, della musica folk della Moravia e della sua nativa Boemia. Lo stile di Dvořák crea un linguaggio nazionale mescolando elementi della tradizione sinfonica classica e tradizioni musicali popolari straniere, assorbendo le influenze popolari e trovando modi efficaci di usarle. Dvořák scrisse anche nove opere che, diversamente dalla sua prima, hanno libretti in ceco e avevano lo scopo di trasmettere lo spirito nazionale ceco, come lo erano alcune delle sue opere corali.

### Leoš Janáček (1854–1928)
Dal 1888 al 1906 Leoš Janáček si dedicò soprattutto alle ricerche folkloriche, che ispirarono anche il suo lavoro compositivo, profondamente legato ai canti e alle danze della Moravia. Nel contempo la sua formazione intellettuale e artistica andava completandosi proprio negli anni in cui, a cavallo del secolo, Tomáš Masaryk stava alimentando, in chiave materialista e positivista, la lotta antimperialista della borghesia praghese, esercitando un forte influsso, in direzione realista e naturalista, sugli artisti della rinascita ceca, e aiutandoli ad emanciparsi dall'idealismo e dal romanticismo tedeschi.
L'adesione al movimento ideologico di Masaryk conferì dunque al lavoro di Janácek un più chiaro significato patriottico e democratico. Una decisiva influenza sul suo orientamento artistico venne esercitata inoltre da un viaggio ch'egli compié nel 1896 in Russia e Polonia: la sua passione per la musica russa è di vecchia data, ma finora egli s'era interessato soprattutto a Pëtr Il'ič Čajkovskij, pubblicando anche alcuni saggi critici; il soggiorno russo favorì il suo avvicinamento alla musica di Musorgskij, che lo colpì per la sua forte, autentica ispirazione nazionale, e il contatto con i nazionalisti russi e polacchi incrementò il suo interesse per lo slavofilismo populista e antiborghese di cui, per le dolorose vicende del suo paese, condivideva i principî e le attese.

### Bohuslav Martinů (1890–1959)
Bohuslav Martinů è paragonato a Sergej Prokof'ev e Bartók nella sua innovativa incorporazione dell'etnomusicologia dell'Europa centrale nella sua musica. Continuò a usare melodie popolari della Boemia e della Moravia in tutte le sue opere, di solito filastrocche, per esempio in Otvírání studánek (L'apertura dei pozzi).

## Norvegia

### Edvard Grieg (1843–1907)
Edvard Grieg fu un importante compositore dell'epoca romantica la cui musica contribuì a stabilire un'identità nazionale norvegese. Nel 1863, a Copenaghen, fece la conoscenza di un compositore norvegese suo coetaneo, Rikard Nordraak, destinato a morire prematuramente nel 1866. Nordraak era un acceso nazionalista ed ebbe il grande merito di risvegliare nell'amico, la cui musica di questo periodo era influenzata dai modelli tedeschi, l'entusiasmo per la musica popolare della sua terra. Per Nordraak Grieg scrisse una marcia funebre.

## Finlandia

### Jean Sibelius (1865–1957)
Jean Sibelius aveva forti sentimenti patriottici per la Finlandia. Insieme a quelle di Elias Lönnrot e Johan Ludvig Runeberg, la sua figura è il simbolo musicale dell'identità nazionale finlandese. La sua famiglia, per metà svedese, decise consapevolmente di mandare Jean in un'importante scuola di lingua finlandese. Ciò deve vedersi come parte della più ampia crescita del movimento dei fennomani, un'espressione del nazionalismo romantico che sarebbe diventata una parte cruciale della produzione artistica e delle idee politiche di Sibelius. Le sue composizioni più note sono Finlandia, Valzer Triste, il concerto per violino e orchestra, la suite Karelia e Il cigno di Tuonela (un movimento della suite Lemminkäinen), ma egli scrisse molta altra musica, tra cui altri pezzi ispirati al Kalevala, sette sinfonie, oltre cento Lieder per voce e pianoforte, musiche di scena per 13 drammi, un'opera (Jungfrun i tornet), musica da camera tra cui un quartetto d'archi, musica per pianoforte, musica corale e musica rituale massonica.

## Svezia

### Hugo Alfvén (1872–1960)
Studiò al conservatorio di musica nella sua città natale, Stoccolma. Oltre ad essere violinista, direttore d'orchestra e compositore, era anche un pittore. È forse meglio conosciuto per le sue cinque sinfonie e le tre Rapsodie svedesi.

## Romania

### George Enescu (1881–1955)
George Enescu è considerato il compositore più importante della Romania. Tra le sue composizioni più famose ci sono le sue due Rapsodie rumene e la sua Sonata per violino n. 3 (in stile folk rumeno), op. 25.

## Ungheria

### Béla Bartók (1881–1945)
Béla Bartók, pioniere dell'etnomusicologia e grande studioso della musica popolare, riscoprì diverse musiche contadine magiare, collaborò con il compositore ungherese Zoltán Kodály per documentare l'autentica musica popolare ungherese, che entrambi hanno inserito nei loro pezzi musicali.

### Zoltán Kodály (1882–1967)
Zoltán Kodály studiò all'Accademia di Musica in Ungheria ed ebbe grande interesse per le canzoni popolari ungheresi. Spesso faceva lunghi viaggi nella campagna ungherese per studiare le melodie che furono in seguito inserite nelle sue composizioni.

## Spagna

### Enrique Granados (1867–1916)
Granados compose la sua opera Goyescas (1911) basato sulle acqueforti del pittore spagnolo, Goya. Hanno uno stile nazionale anche le sue Danzas españolas e la sua prima opera María del Carmen.

## Messico
Una rinascita nazionalistica nelle arti fu prodotta dalla Rivoluzione messicana del 1910–1920. Il regime di Álvaro Obregón, iniziato nel 1921, dotò di un budget notevole il Segretariato della Pubblica Istruzione, sotto la direzione di José Vasconcelos, che commissionò dipinti per gli edifici pubblici ad artisti come José Clemente Orozco, Diego Rivera e David Alfaro Siqueiros. Come parte di questo ambizioso programma, Vasconcelos commissionò anche composizioni musicali su temi nazionalistici. Uno dei primi lavori del genere fu il balletto a tema azteco El fuego nuevo (Il fuoco nuovo) di Carlos Chávez, composto nel 1921 ma non eseguito fino al 1928.

### Manuel M. Ponce (1882–1948)
Manuel M. Ponce fu un compositore, educatore e studioso di musica messicana. Tra le sue opere ricordiamo la ninna nanna La Rancherita (1907), Scherzerino Mexicana (1909) composta nello stile dei sones e huapangos, la Rapsodía Mexicana n. 1 (1911), basata sullo Jarabe tapatío e la ballata romantica Estrellita (1912).

### Carlos Chávez (1899–1978)
Carlos Chávez fu un compositore, direttore d'orchestra, educatore, giornalista e fondatore e direttore dell'Orchestra Sinfonica Messicana e dell'Istituto Nazionale di Belle Arti (INBA). Alcune delle sue musiche sono state influenzate dalle culture indigene messicane. Nel 1921 iniziò un periodo di tendenze nazionalistiche con il balletto a tema azteco El fuego nuevo (Il fuoco nuovo), seguito da un secondo balletto, Los cuatro soles (I quattro soli), nel 1925.

## Brasile

### Carlos Gomes (1836–1896)
Il compositore più rappresentativo del romanticismo brasiliano, Gomes usò diversi riferimenti dalla musica popolare del paese e temi tradizionali, principalmente nella sua opera Il Guarany (1870).

### Heitor Villa-Lobos (1887–1959)
Villa-Lobos viaggiò molto in tutto il Brasile in gioventù e registrò canzoni popolari e brani che poi utilizzò nella sua serie Bachianas Brasileiras e in tutti i suoi Chôros; tra essi il suo Chôros n. 10, sottotitolato Rasga o coração ispirato alla canzone con parole di Catulo da Paixão Cearense e musica di Anacleto de Madeiros, che Villa-Lobos cita nella seconda parte di questo pezzo corale-orchestrale, che impiega percussioni native.

### Francisco Mignone (1897–1986)
Mignone incorporò ritmi e strumenti folk nelle sue suite Fantasias Brasileiras nn.1-4 (1929-1936), i suoi 12 Valzer brasiliani (1968-1979), Congada (1921) e Babaloxá (1936), oltre a comporre balletti basati su importanti opere della letteratura brasiliana.

## Regno Unito

### Joseph Parry (1841–1903)
Parry nacque in Galles, ma si trasferì negli Stati Uniti da bambino. Da adulto viaggiò tra il Galles e l'America ed eseguì canzoni gallesi e glee con testi gallesi in recital. Compose la prima opera gallese, Blodwen, nel 1878.

### Alexander Campbell Mackenzie (1847–1935)
Mackenzie scrisse una Highland Ballad per violino e orchestra (1893) ed lo Scottish Concerto per piano e orchestra (1897). Compose anche la Canadian Rhapsody.
Nella sua vita MacKenzie è stato testimone del retaggio della cultura giacobita e dell'era del Red Clydeside (il radicalismo politico a Glasgow, in Scozia, sulle rive del fiume Clyde). La sua musica è fortemente influenzata dall'arte giacobita.

### Charles Villiers Stanford (1852–1924)
Stanford scrisse cinque Irish Rhapsodies (1901-1914). Pubblicò volumi di arrangiamenti di canzoni popolari irlandesi e la sua terza sinfonia è intitolata Irish Symphony. Oltre ad essere fortemente condizionato dalla cultura irlandese e dalla musica popolare, fu particolarmente influenzato da Johannes Brahms.

### Edward Elgar (1857–1934)
Molto noto per le sue Marce Pomp and Circumstance.

### Ralph Vaughan Williams (1872–1958)
Vaughan Williams raccolse, pubblicò ed arrangiò molti canti popolari provenienti da tutto il paese e scrisse molti pezzi, su piccola e grande scala, basati su melodie popolari, come Fantasia on Greensleeves e le Cinque varianti su Dives and Lazarus. Vaughan Williams contribuì a definire il nazionalismo musicale, scrivendo che "L'arte della musica sopra tutte le altre arti è l'espressione dell'anima di una nazione".

## Stati Uniti

### Edward MacDowell (1860–1908)
I Woodland Sketches, op. 51 (1896) di MacDowell consiste di dieci brevi pezzi per pianoforte recanti titoli che si riferiscono al paesaggio americano. Rivendicano in questo modo l'identità di MacDowell come compositore americano..

### Aaron Copland (1900–1990)
Ironia della sorte, Copland compose musica "messicana" come El Salón México in aggiunta alle sue opere nazionaliste americane.

## Ucraina
In Ucraina il termine "Nazionalismo musicale" (in ucraino музичний націоналізм?, muzičnyj nacionalizm) fu coniato da Stanislav Ljudkevyč nel 1905. L'articolo con questo titolo è dedicato a Mykola Lysenko, che è considerato il padre della musica classica ucraina. Ljudkevyč conclude che il nazionalismo di Lysenko era ispirato da quello di Glinka nella musica russa, sebbene la tradizione occidentale, in particolare quella tedesca, fosse ancora significativa nella sua musica, soprattutto strumentale.
Volodymyr Hrabovs'kyj presume che lo stesso Stanislav Ljudkevyč potesse essere considerato un importante compositore e musicologo nazionalista grazie alle sue numerose composizioni con titoli dedicati all'Ucraina e numerosi articoli dedicati all'uso di canzoni popolari ucraine e poesia nella musica classica ucraina.
L'ispirazione del folclore ucraino si poteva osservare anche precedentemente, in particolare nelle composizioni di Maksym Berezovs'kyj (1745-1777), Dmytro Bortnjans'kyj (1751-1825) e Artem Vedel' (1767-1808). Semen Stepanovyč Hulak-Artemovs'kyj (1813-1873) è considerato l'autore della prima opera ucraina (Zaporožec' za Dunajem, anteprima nel 1863). Le tradizioni di Lysenko furono proseguite, tra gli altri, da Kyrylo Stecenko (1882-1922), Mykola Leontovyč (1877-1921), Jakiv Stepovyj (1883-1921), Oleksandr Košic' (1877-1944) e, più tardi, Levko Revuc'kyj (1889-1977)).
Allo stesso tempo il termine "nazionalismo" non è usato nella musicologia ucraina (si veda ad esempio Yutsevych 2009, dove tale termine è mancante). Inoltre l'articolo "Nazionalismo musicale" di Ljudkevyč fu proibito nell'URSS e non fu molto conosciuto fino alla sua pubblicazione nel 1999.

### Approfondimenti
- Apel, Willi. 1968. Harvard Dictionary of Music. Boston: Harvard University Press.
- Applegate, Celia. 1998. 'How German Is It? Nationalism and the Idea of Serious Music in the Early Nineteenth Century', 19th-Century Music, 21, no. 3 (Spring): 274–96.
- Castellanos, Pablo. 1969. El nacionalismo musical en México. México, D. F.: Seminario de Cultura Mexicana.
- Dibble, Jeremy. 1997. "Musical Nationalism in Ireland in the Twentieth Century: Complexities and Contradictions". In Music and Nationalism in 20th-century Great Britain and Finland, edited by Tomi Mäkelä, 133–144. Hamburg: Bockel. ISBN 3-928770-99-3.
- Eichner, Barbara. 2012. History in Mighty Sounds. Musical Constructions of German National Identity, 1848–1914. Woodbridge: Boydell. ISBN 9781843837541.
- Garmendia Paesky, Emma. 2007. "El nacionalismo musical de Alberto Williams en sus obras para piano: Milonga, vidalita y huella". Inter-American Music Review 17, nos. 1–2 (Summer): 293–306.
- Grout, Donald J. 1960. A History of Western Music. New York: W. W. Norton.
- Hebert, D. G. & Kertz-Welzel, A. (Eds.). 2012. Patriotism and Nationalism in Music Education. Aldershot: Ashgate Press.
- Kolt, Robert Paul. 2009. Robert Ward's The Crucible: Creating an American Musical Nationalism. Lanham, MD: Scarecrow Press. ISBN 0-8108-6350-2.
- Labonville, Marie Elizabeth. 2007. Juan Bautista Plaza and Musical Nationalism in Venezuela. Bloomington: Indiana University Press. ISBN 0-253-34876-5.
- Leersen, Joep (ed.). 2018. Encyclopedia of Romantic Nationalism in Europe, 2 vols. Amsterdam: Amsterdam University Press. ISBN 9789462981188, online here.
- Limón, José Eduardo. 2011. "'This Is Our Música, Guy!': Tejanos and Ethno/Regional Musical Nationalism". In Transnational Encounters: Music and Performance at the U.S.-Mexico Border, edited by Alejandro L. Madrid, 111–28. Oxford and New York: Oxford University Press. ISBN 0-19-973592-1 (cloth); ISBN 0-19-973593-X (pbk).
- Milin, Melita. 2004. "Socialist Realism as an Enforced Renewal of Musical Nationalism". In Socialist Realism and Music, edited by Mikuláš Bek, Geoffrey Chew, and Petr Macek, 39–43. Proceedings of the 36th Brněnské Hudebněvědné Kolokvium (2001), Brno. Prague: kpk: Koniasch Latin Press. ISBN 80-86791-18-1. Poland".
- Murphy, Michael. 2001. "Moniuszko and Musical Nationalism". In Musical Constructions of Nationalism: Essays on the History and Ideology of European Musical Culture, 1800–1945, edited by Harry M. White and Michael Murphy, 163–80. Cork: Cork University Press. ISBN 1-85918-153-8 (cloth); ISBN 1-85918-322-0 (pbk).
- Otaola González, Paloma. 2008. "Oscar Esplá y el nacionalismo musical". Revista de Musicología 31, no. 2 (December): 453–97.
- Porter, Cecelia Hopkins. 1977. "The Rheinlieder Critics: A Case of Musical Nationalism". The Musical Quarterly 63, no. 1 (January): 74–98. ISSN 0027-4631 (WC · ACNP)
- Southern, Eileen. 1997. The Music of Black Americans, third Edition. New York: Norton and Company.
- Stolba, K. Marie. 1990. The Development of Western Music: A History. Dubuque, Iowa: Wm. C. Brown, Inc.
- Taruskin, Richard. n.d. "Nationalism". Grove Music Online ed. L. Macy (Accessed 8 December 2005).
- Turino, Thomas R. 2000. "Race, Class, and Musical Nationalism in Zimbabwe". In Music and the Racial Imagination, edited by Ronald Michael Radano, Houston A. Baker, Jr., and Philip V. Bohlman, 554–84. Chicago Studies in Ethnomusicology. Chicago: University of Chicago Press. ISBN 0-226-70199-9 (cloth); ISBN 0-226-70200-6 (pbk).
- Villanueva, Carlos. 2008. "El nacionalismo musical en la obra de Alejo Carpentier: Variaciones sobre la lira y el bongó". Cuadernos de Música Iberoamericana, no. 15:119–31.